# Colibri à sous-caudales rousses
Urosticte ruficrissa
Espèce
Statut de conservation UICN

 LC  : Préoccupation mineure
Statut CITES
Le Colibri à sous-caudales rousses (Urosticte ruficrissa) est une espèce de colibris présente en Colombie, en Équateur et au Pérou.

## Habitats
Ses habitats sont les forêts tropicales et subtropicales humides de hautes altitudes.

Carte de répartition de l'espèce

## Taxinomie
Cette espèce est considérée par certains auteurs (notamment Petersen) comme une sous-espèce du Colibri de Benjamin (Urosticte benjamini ruficrissa).